# Marco Tício Frúgio
Marco Tício Frúgio (em latim: Marcus Titius Frugi) foi um senador romano nomeado cônsul sufecto para o nundínio de novembro a dezembro de 80 entre Tito Vinício Juliano. Seu primeiro cargo conhecido foi de legado da Legio XV Apollinaris na Judeia durante a Primeira guerra romano-judaica de 68 e 69, sob o comando de Vespasiano e Tito